# Tim Völzke
Tim Völzke (* 10. August 1989 in Bad Bramstedt) ist ein deutscher Handballspieler.

## Karriere
Völzke begann das Handballspielen beim Bramstedter TS. Nachdem der Rückraumspieler in der B-Jugend für den TSV Kronshagen aufgelaufen war, kehrte er in der A-Jugend zum Bramstedter TS zurück. Völzke erzielte in seinen ersten beiden Spielzeiten als Herrenspieler in der Regionalliga Nordost jeweils mehr als hundert Tore und trug maßgeblich dazu bei, dass der Verein den Klassenerhalt in beiden Spielzeiten schaffte. Durch seine Leistungen machte er den VfL Bad Schwartau auf sich aufmerksam, der ihn im Sommer 2009 verpflichtete. In der zweiten Bundesliga Nord kam er dabei auf drei Profieinsätze und drei Tore.
Im Anschluss an die Hinrunde wechselte Völzke wieder zurück zur Bramstedter TS, dort spielte er allerdings nur mit einem Zweitspielrecht, da er in Bad Schwartau noch bis 2012 Vertrag hatte und bereits 2010 wieder zurückkehren sollte. Im Sommer 2010 schloss er sich jedoch dem Drittligisten SV Henstedt-Ulzburg an. Mit dem SVHU stieg er 2012 in die 2. Bundesliga auf. Völzke trainierte zusätzlich Jugendmannschaften beim SVHU. In der Saison 2016/17 trat der SV Henstedt-Ulzburg als HSG Nord HU an. Im Februar 2017 übernahm er zusätzlich interimsweise den vakanten Trainerposten bei der HSG Nord HU. Nachdem Völzke ab dem Sommer 2017 vereinslos war, schloss er sich im Februar 2018 dem Drittligisten HC Empor Rostock an. Mit Rostock stieg er 2021 in die 2. Bundesliga auf. Seit 2023 spielt Völzke für den SV Warnemünde.

## Saisonstatistiken als Profi-Handballer
| Spielzeiten               | Verein              | Spielklasse        | Spiele | Tore |
| ------------------------- | ------------------- | ------------------ | ------ | ---- |
| 2009/10                   | VfL Bad Schwartau   | 2. Bundesliga Nord | 3      | 3    |
| 2012/13, 2014/15, 2015/16 | SV Henstedt-Ulzburg | 2. Bundesliga      | 69     | 317  |